# Entolomataceae
Entolomataceae es una familia de hongos basidiomicetos del orden Agaricales. Esta familia contiene 12 géneros y 1.071 especies.

## Comestibilidad
Dentro de las distintas especies de cada género, se encuentran algunos hongos que son comestibles y otros venenosos.